# مارك صولة
مارك صولة (27 أبريل 1945 - 23 فبراير 2012) هو عالم حشرات فرنسي. ولد في وهران (الجزائر الفرنسية) وتوفي في ليما (بيرو).

## الأعمال المنشورة
تناولت معظم منشوراته خنافس الجعران من فصيلة روتيلينا [الإنجليزية]. درس مجموعة هذه الحشرات في مختبر علم الحشرات في المتحف الوطني للتاريخ الطبيعي في باريس. نشر أعماله ضمن سلسلة "خنافس العالم [الإنجليزية]" وكتبه بمجلدين 26 و29، بالإضافة إلى الملاحق 26.1، 26.2، و26.3. كما نشر كتبًا بعنوان "خنافس العالم الجديد" بخمسة مجلدات كملاحق لمجلة بيسيرو [الإنجليزية]، بالإضافة إلى بعض الملاحظات الوصفية.
في عام 2002، وصف جنسًا جديدًا أطلق عليه اسم "Maripa" ليكون تلاعبًا بالألفاظ مع اسم المكان "ماريباسولا" في غويانا الفرنسية. ولكن نظرًا لأن هذا الاسم كان مستخدمًا بالفعل، استبدله باسم جديد وهو "Theuremaripa" والذي يعني "لا تتزوج مرة أخرى" بالفرنسية. في المجمل، وصف 515 نوعًا خلال مسيرته المهنية.